# Stanisław Zaleski

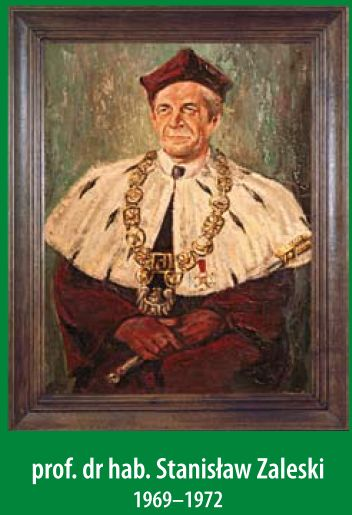
Obraz w sali Senatu Uczelni

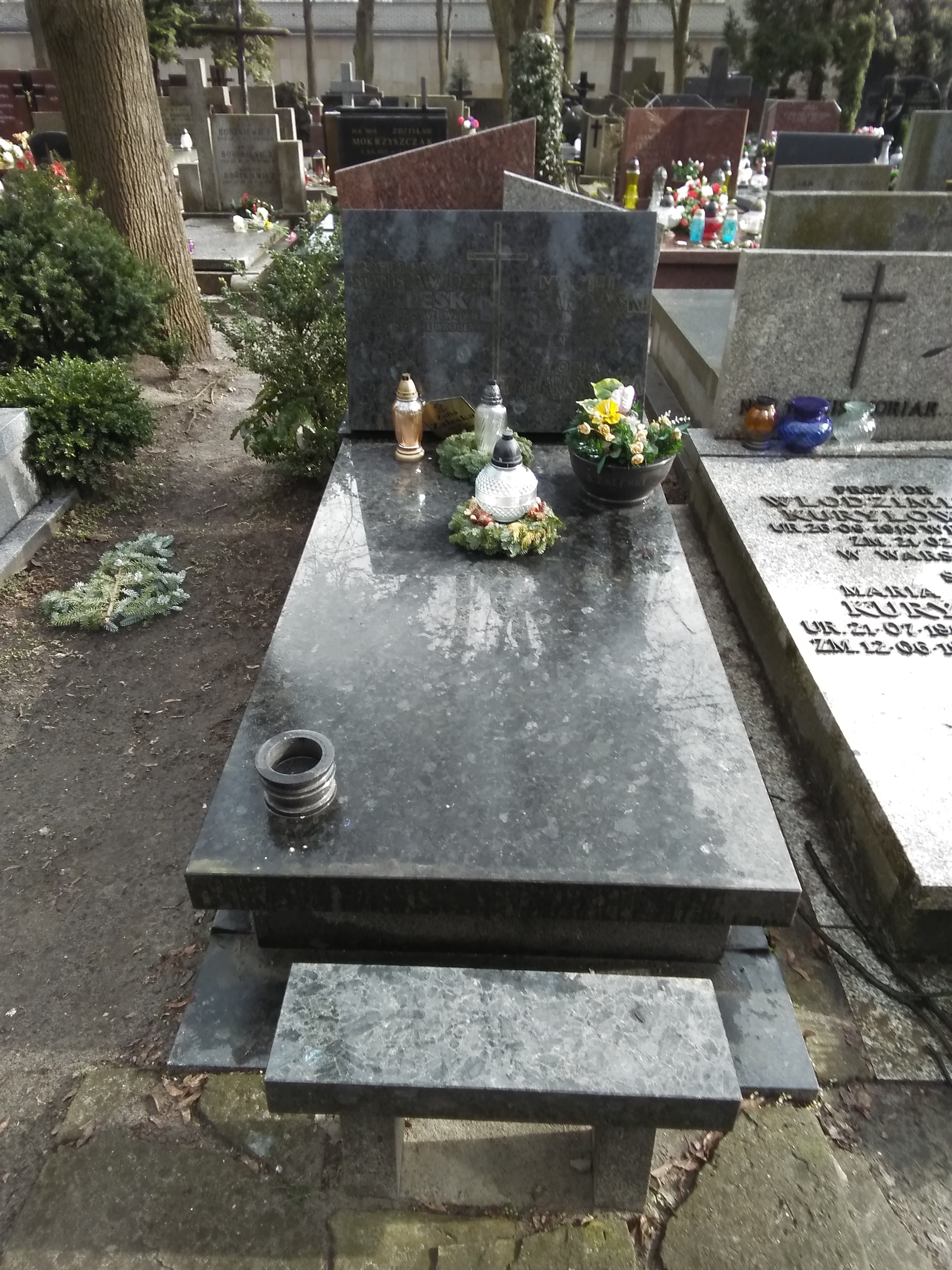
Grób Stanisława Zaleskiego na Cmentarzu Wojskowym na Powązkach

Stanisław Józef Zaleski (ur. 25 czerwca 1923 we Lwowie, zm. 24 grudnia 1991 we Wrocławiu) – polski profesor nauk weterynaryjnych w zakresie mikrobiologii żywności, lekarz weterynarii

## Życiorys
Stanisław Zaleski do szkół uczęszczał w rodzinnym Lwowie, gdzie po maturze w 1943 podjął studia weterynaryjne w lwowskiej szkole wyższej (Tierärztliche Fachkurse). Pracował jednocześnie w Instytucie Behringa. Po zajęciu Lwowa przez armię radziecką dołączył do 1 Armii Wojska Polskiego, w szeregach której odbył szlak bojowy do Berlina. Zdemobilizowany, we wrześniu 1945 wznowił studia weterynaryjne, początkowo w Lublinie. W styczniu 1946 przeniósł się do Wrocławia, gdzie w lutym 1950 uzyskał dyplom lekarza weterynarii na Wydziale Medycyny Weterynaryjnej Uniwersytetu i Politechniki.
Po studiach pracował w Państwowym Zakładem Higieny, początkowo w Zakładzie Badania Żywności i Przedmiotów Użytku Filii Morskiej w Gdyni, potem w centrali warszawskiej. W 1959 obronił rozprawę doktorską, dwa lata później habilitował się we Wrocławiu, przedstawiając dysertację na temat mechanizmów i diagnostyki toksynotwórczości szczepów Clostridium perfringens, powodujących zatrucia pokarmowe. Jako docent przyjął obowiązki kierownika Katedry Mikrobiologii Rybackiej na Wydziale Rybackim Wyższej Szkoły Rolniczej w Olsztynie. Przypadło mu w udziale zadanie zorganizowanie od podstaw tej katedry; uczestniczył także w tworzeniu Zakładu Higieny Weterynaryjnej w Olsztynie. 
Od 1962 należał do PZPR. W latach 1963–1966 pełnił funkcję prodziekana Wydziału Rybackiego, w 1966 został dziekanem; w tym czasie stanął przed kolejnym znaczącym zadaniem organizacyjnym – przeniesieniem Wydziału na Wyższą Szkołę Rolniczą w Szczecinie, gdzie też kontynuował wykonywanie obowiązków dziekana do końca kadencji w 1969. W latach 1969–1972 był rektorem uczelni szczecińskiej, przemianowanej na Akademię Rolniczą w Szczecinie. Obowiązki te łączył z dyrektorowaniem Uczelniano-Przemysłowemu Instytutowi Technologii Żywności Pochodzenia Morskiego (1970–1971). Kierował także do 1979 Zakładem Mikrobiologii Żywności. W 1975 uzyskał tytuł profesora.
W 1979 przeniósł się do Akademii Rolniczej we Wrocławiu, gdzie był kierownikiem Zakładu Mikrobiologii Żywności i Higieny Przetwórstwa, a od 1984 kierownikiem Katedry Higieny Produktów Zwierzęcych na Wydziale Weterynaryjnym. Na uczelni wrocławskiej pracował do końca życia. 
Stanisław Zaleski został pochowany na cmentarzu Powązki Wojskowe w Warszawie (kwatera AII-6-24).

## Praca naukowa
Stanisław Zaleski opublikował ponad 160 prac z zakresu mikrobiologii żywności. Pierwsze prace, jeszcze w okresie pracy w Państwowym Zakładzie Higieny, pisał wspólnie z profesorem Józefem Borowikiem na temat kryteriów oceny świeżości oraz wydłużenia okresu przechowalności świeżych ryb morskich. Kierował przygotowaniem szeregu prac magisterskich (także rozpraw doktorskich), omawiających rolę mikroorganizmów jako czynnika decydującego o walorach konsumpcyjnych żywności, a także ważnego w kontekście bezpieczeństwa spożycia żywności; większość tematów dotyczyła żywności pochodzenia morskiego. Przez kilka lat toczył (z powodzeniem) spór naukowy z francuskim autorytetem w dziedzinie mikrobiologii Henri Chaftelem na temat ekstremalnej odporności termicznej gronkowca Staphylococcus aureus. Publikował m.in. „Acta Ichthyologica et Piscatoria”, „Acta Microbiologica Polonica”, „Acta Alimentaria”, „Rocznikach Państwowego Zakładu Higieny”, „Die Nahrung”, „Journal of Food Sciences”, „Annales de'l Institut Pasteur de Lille”. Podręczniki akademickie Mikrobiologia żywności pochodzenia morskiego (1978) oraz Mikrobiologia żywności pochodzenia zwierzęcego (1985) ugruntowały jego pozycję jako prekursora mikrobiologii żywności w Polsce. W dorobku miał również 18 patentów, wdrażanych w Polsce i za granicą, np. dotyczących przetworu krwi zwierzęcej.
W Szczecinie organizował kilka znaczących spotkań naukowych — Krajową Konferencję „Nowoczesne kierunki i metody badań w mikrobiologii żywności” (maj 1976), sympozjum międzynarodowe „Food as an Ecological Environment for Pathogenic and Index Micro-organisms” (wrzesień 1977), XIX Ogólnopolski Zjazd Polskiego Towarzystwa Mikrobiologów „Drobnoustroje a człowiek. Środowisko i gospodarka narodowa” (wrzesień 1979). Opiekował się około 200 pracami magisterskimi, wypromował 26 doktorów.
Przez wiele lat brał udział w pracach Komitetu Mikrobiologii przy Wydziale II Polskiej Akademii Nauk. Reprezentował Polskie Towarzystwo Mikrobiologów w Komitecie Mikrobiologii Żywności i Higieny Międzynarodowej Unii Towarzystw Mikrobiologicznych oraz był członkiem komitetu redakcyjnego „International Journal of Food Microbiology”.
Przez współpracowników zapamiętany został jako pasjonat eksperymentu naukowego, wizjoner, a zarazem człowiek ciepły i wyrozumiały, także dla studentów, których umiejętnie zachęcał do pracy naukowej oraz potrafił zainteresować swoimi wykładami.